# Юрко Микола Порфирович
Мико́ла Порфи́рович Юрко́ (1912–1995) — радянський партійний і державний діяч, 2-й секретар Сумського обласного комітету КП(б)У. Обирався депутатом Верховної Ради Української РСР 3-го (1951—1955) скликання.

## Життєпис
Народився в селянській родині в селі Бацмани, волосному центрі Роменського повіту Полтавської губернії Російської імперії (нині — Роменський район Сумської області). Член ВКП(б) з 1938 року.
У 1932 році поступив, а у 1940 році закінчив геологічний факультет Дніпропетровського державного університету. Одночасно працював у Дніпропетровському міському комітеті ЛКСМУ. У 1940 році — викладач марксизму-ленінізму Дніпропетровського державного університету.
У 1940—1941 роках працював у відділі нафтової промисловості Дрогобицького обласного комітету КП(б)У, до червня 1941 року завідував відділом.
До лав РСЧА призваний Талалаївським РВК Чернігівської області у 1941 році. Учасник німецько-радянської війни з 30 червня 1941 року: секретар партійної комісії 8-ї гвардійської повітряно-десантної дивізії; з серпня 1943 року — заступник командира 25-го гвардійського повітряно-десантного полку з політичної частини цієї ж дивізії; з 1944 року — старший інструктор відділу кадрів політичного управління 2-го Українського фронту.
У 1946 — березні 1948 року — відповідальний організатор Управління кадрів ЦК КП(б)У.
У березні 1948 — січні 1951 року — секретар Сумського обласного комітету КП(б)У з кадрів.
У січні 1951 — вересні 1952 року — 2-й секретар Сумського обласного комітету КП(б)У.

## Нагороди
Нагороджений орденами Червоного Прапора (16.09.1944), Вітчизняної війни 2-го ступеня (30.04.1945), Червоної Зірки (03.09.1943) і медалями.
Почесний громадянин міста Охтирка (1966, за звільнення міста в серпні 1943 року).